# Tsavorite
La tsavorite est un nésosilicate de la famille des grenats alumineux calciques : grossulaire riche en vanadium et en chrome. Son nom vient du parc Tsavo au Kenya.
La tsavorite est utilisée en bijouterie pour sa couleur verte. C'est une pierre rare, d'autant plus à mesure que son poids augmente. Elle est également chère et les raisons principales de son succès sont les suivantes : elle est d'une grande dureté ; relativement à l'émeraude, elle contient peu d'inclusions, est moins chère qu'elle à poids et couleurs équivalents ; elle ne nécessite pas de traitements (chauffage, huilage etc) ; son indice de réfraction est élevé ; et sa couleur est de celles recherchées. Sous ultraviolet, la tsavorite a pour propriété d'apparaitre orange, à cause du manganèse qu'elle contient.
On la trouve dans des roches du métamorphique de contact, dans des pegmatites, dans des roches magmatiques, et dans des alluvions.

## Gisements
Les plus gros gisements exploitables sont en :
- Kenya ;
- Tanzanie.

On trouve à Madagascar des petites quantités de tsavorites, de petites tailles. On en trouve également au Québec dans plusieurs mines.